# کاسالتو واپریو
کاسالتو واپریو (به ایتالیایی: Casaletto Vaprio) یک کومونه در ایتالیا است که در استان کریمونا واقع شده‌است.
 کاسالتو واپریو ۵٫۴ کیلومتر مربع مساحت و ۱٬۷۶۱ نفر جمعیت دارد و ۸۷ متر بالاتر از سطح دریا واقع شده‌است.